# 贵阳北天主堂
贵阳北天主堂即贵阳圣若瑟主教座堂，是天主教贵阳总教区的主教座堂，位于中国贵州省贵阳市云岩区陕西路166号(近洪边门)。

## 建筑
贵阳北天主堂以中西合璧的建筑风格驰名。东侧正立面耸立高30米、宽18米的中式牌坊，布满千姿百态的山水花鸟等中国传统浮雕，但又设有三个圆窗。教堂后部耸立高32米的五层钟楼，亦采用中国楼阁式建筑。牌坊三道正门和钟楼大门，均配以石刻对联及横额。而中部主体的长方形大厅为西式，东西向，长40米，宽18米，檐高14米，建筑面积为648平方米。堂内三个大穹顶和两侧花窗玻璃均为西式。从钟楼顶层可远眺贵阳全城。

## 历史
18世纪末，天主教由中国神父胡世祿从四川传入贵阳。1798年（嘉庆三年），教友发展到约100人，他们集资在猫猫巷买了一所民房，设立小堂。1811年（嘉庆十六年）反教风潮期间，地方官府将其拆毁。1846年3月26日，罗马教廷设立贵州代牧区，首任主教是法国巴黎外方传教会传教士白斯德望。1849年3月18日，他在重庆由范若瑟主教祝圣。他根据1844年的《中法黄埔条约》，要求贵阳官员发还小堂旧址。1850年（道光三十年），白斯德望主教在发还的小堂旧址，建成贵州第一所正式的天主教堂，作为主教座堂，教堂顶部竖有醒目的十字架。目前的教堂为1874年（清同治十三年），由贵州宗座代牧区第三任主教李万美主持修建，委托法国传教士毕乐士负责修建。当时贵阳的教友已达到约二千人。1875年12月2日，即将竣工的教堂被大火焚毁，随后重建，并于1876年竣工。
1966年文化大革命中，宗教活动停止，北天主堂遭到严重破坏。2004年，北天主堂进行大修，历时两年，按原工艺、原材料，恢复历史原貌。

## 圖庫

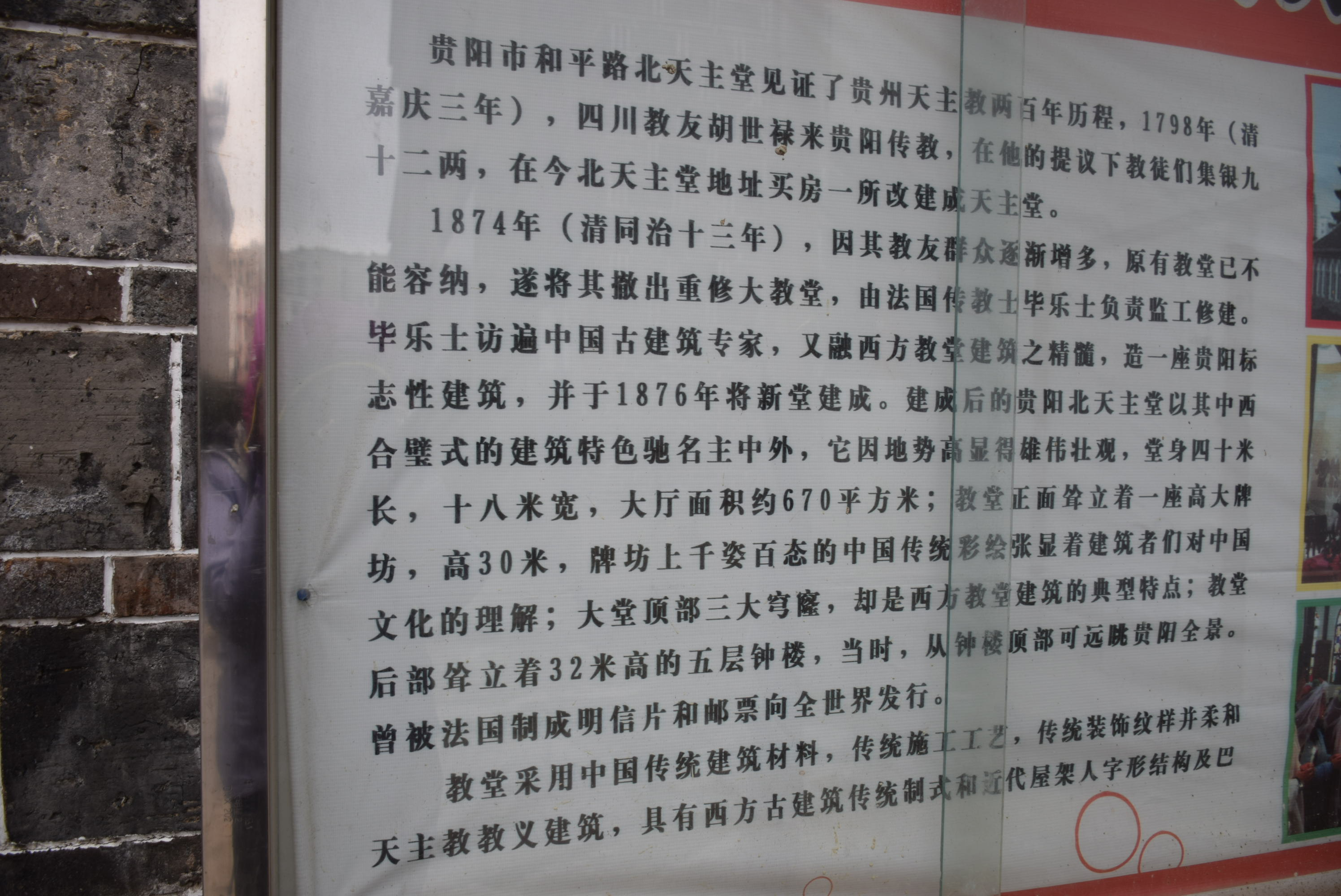
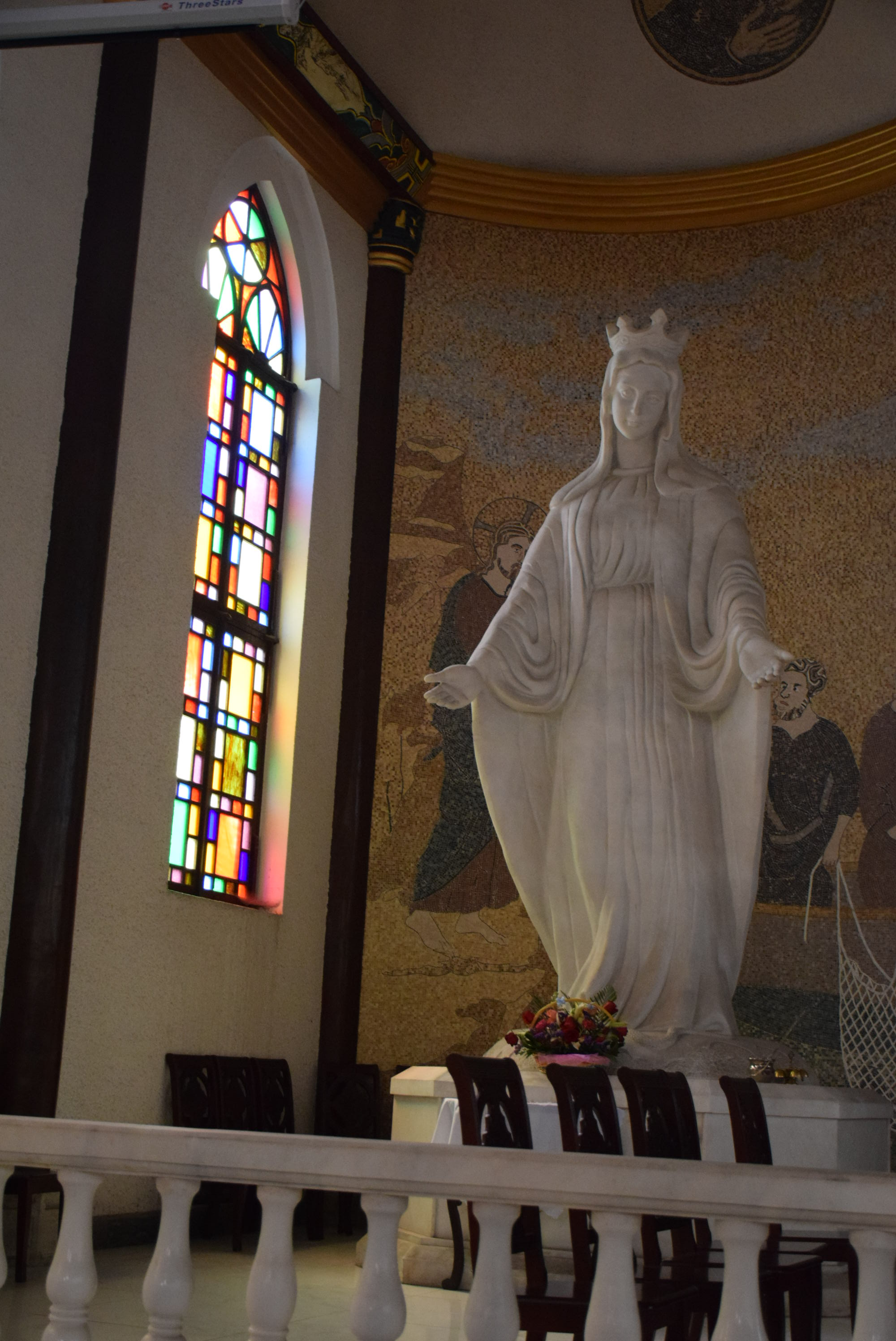
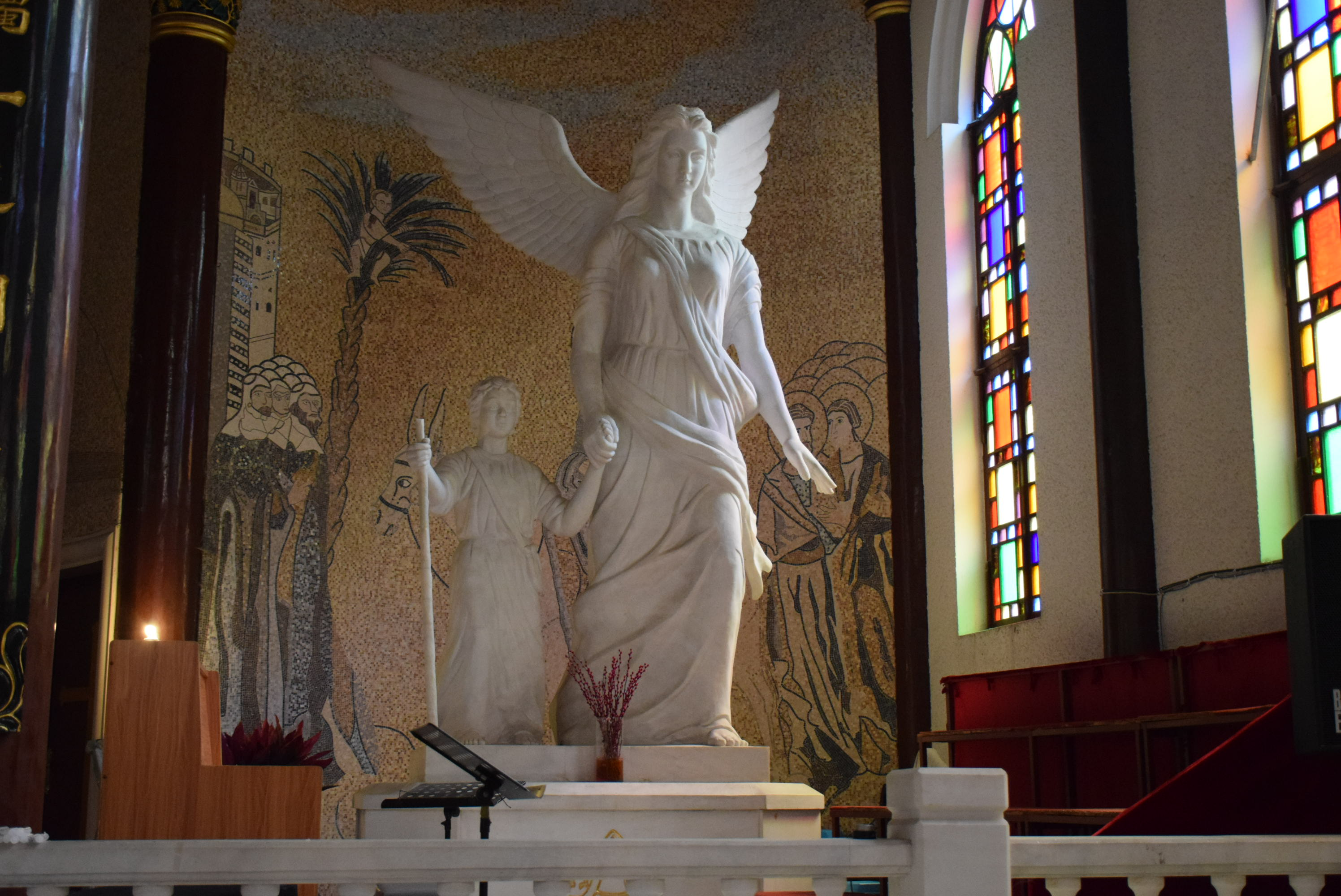
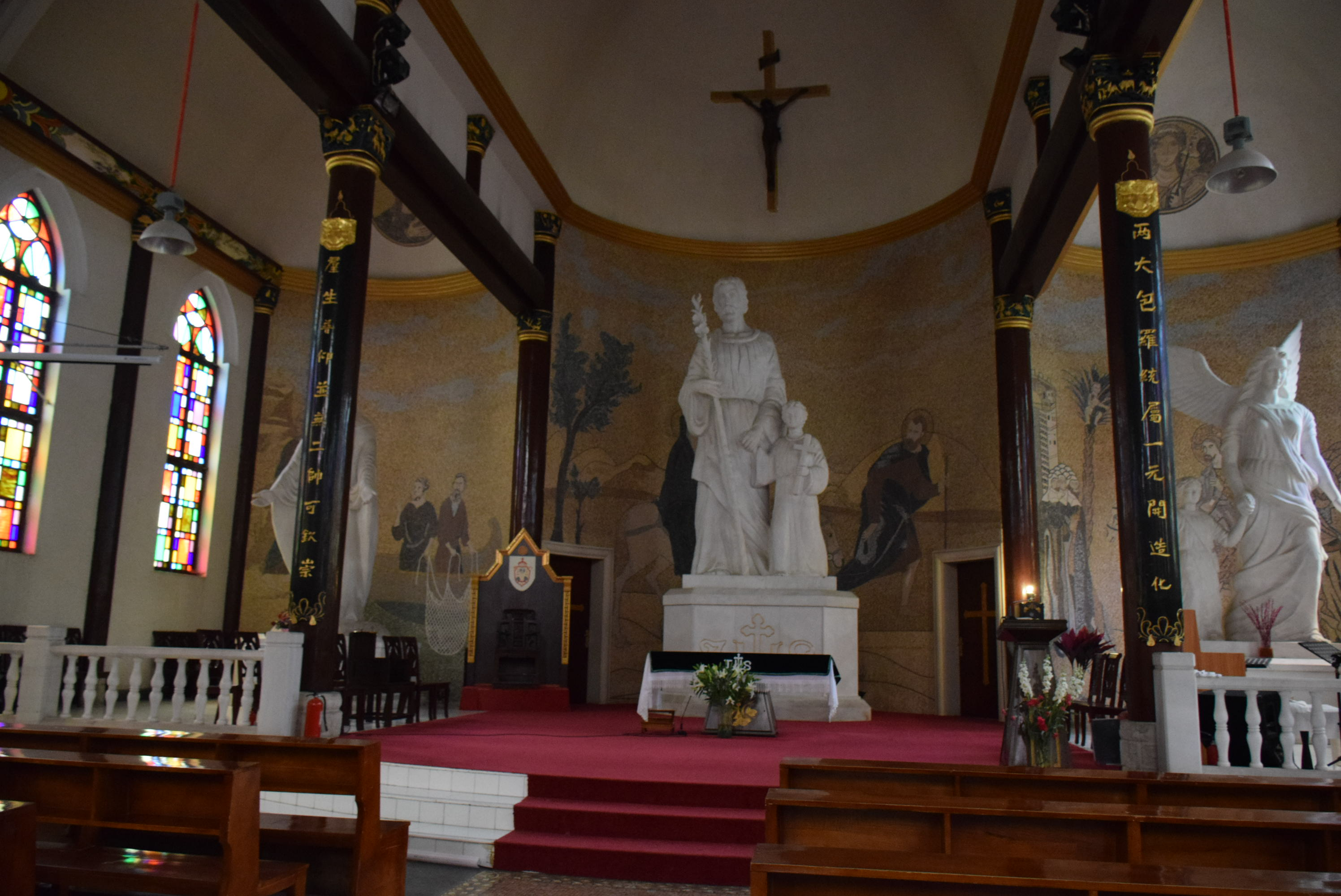
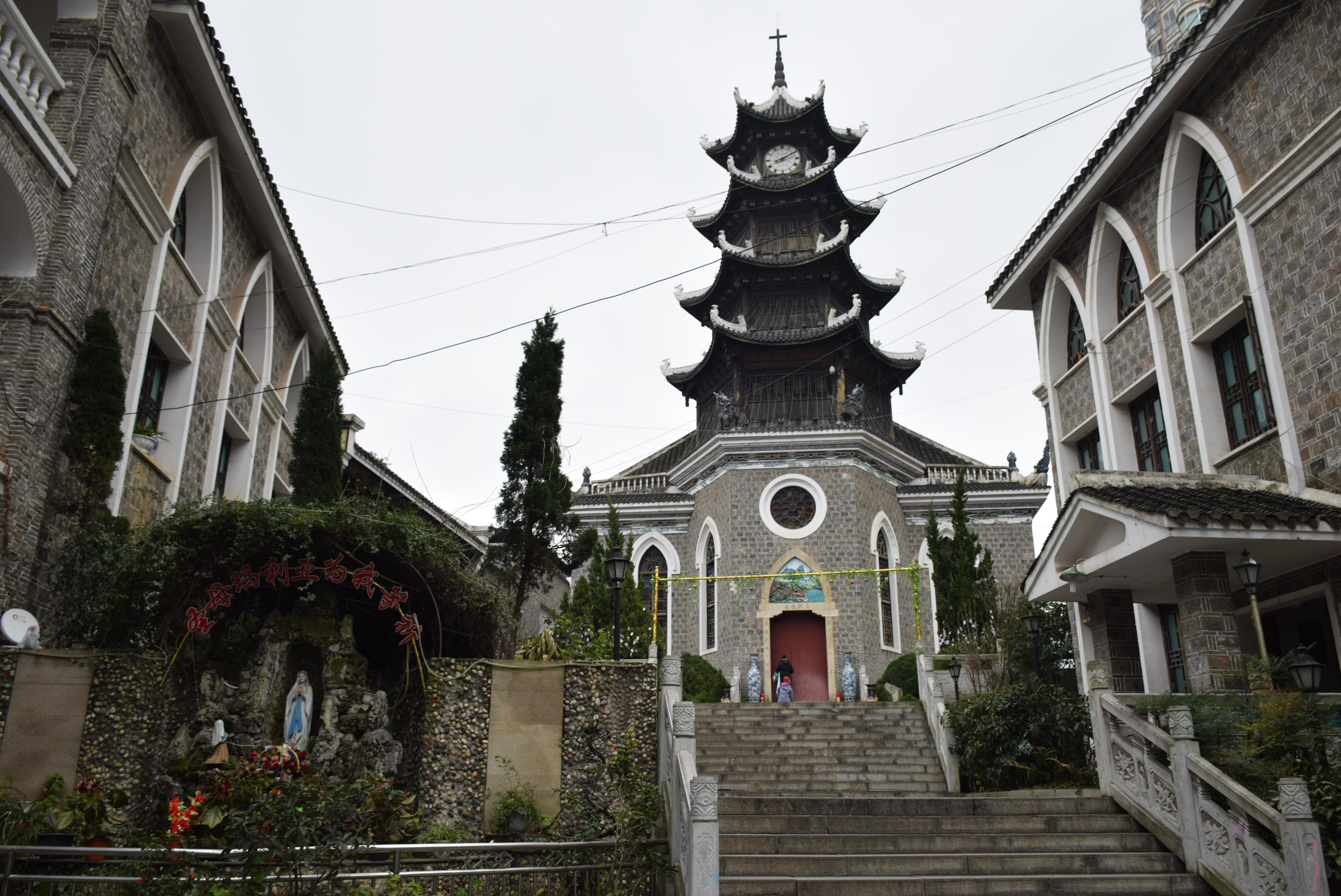